# Árbæjarhverfi
Árbæjarhverfi est une localité islandaise de la municipalité de Ölfus située au sud de l'île. Le village compte 54 habitants